# Semjon Pawlowitsch Kosyrew
Semjon Pawlowitsch Kosyrew (russisch Семён Павлович Козырев; * 15. April 1907 in Sankt Petersburg; † 15. August 1991) war ein sowjetischer Botschafter.

## Leben
Semjon Pawlowitsch Kosyrew war Mitglied der KPdSU und studierte in Moskau Rechtswissenschaft.
1939 war er Stellvertretender Generalsekretär des Volkskommissariats der UdSSR.
Von 1939 bis 1943 war er Stellvertretender Volkskommissar für Auswärtige Angelegenheiten der UdSSR.
1943 war er Generalsekretär des Volkskommissariats der UdSSR, Mitglied des Vorstands der UdSSR Volkskommissariat.
1943 wurde er als Botschaftsrat an die Botschaft der UdSSR bei exilierten alliierten Regierungen in London entsandt.
Von 1943 bis 1944 war er Botschaftsrat an der sowjetischen Botschaft beim französischen Komitee für die nationale Befreiung in Algier.
Von 1944 bis 1945 war er Botschaftsrat an der sowjetischen Botschaft in Paris.
Von 1945 bis 1949 leitete er die Abteilung Europa im Auswärtigen Amt in Moskau, das bis 1946 Volkskommissariat genannt wurde.
Von 1953 bis 1955 leitete er die Personalabteilung des Auswärtigen Amtes in Moskau.
Von 1953 bis 1957 saß er im Präsidium des Moskauer Außenministeriums.
Von 1966 bis 1983 war er Stellvertretender Minister für Auswärtige Angelegenheiten der UdSSR.
Er nahm an der Potsdamer Konferenz, der Pariser Friedenskonferenz 1946, der dritten UN-Konferenz über das Seerecht (1975–1982), auf welcher das Seerechtsübereinkommen verhandelt wurde und an der zweiten UN-Konferenz über die Erforschung und friedliche Nutzung des Weltraums teil. 
| Vorgänger            | Amt                                                                                                  | Nachfolger     |
| -------------------- | --- | -------------- |
| Alexei Schtschiborin | Außerordentlicher bevollmächtigter Gesandter der UdSSR in Ägypten 7. Februar 1950 – 12. Oktober 1953 | Daniil Solod   |
| Alexander Bogomolow  | Botschafter der UdSSR in Italien 2. März 1957 – 21. Mai 1966                                         | Nikita Ryschow |